# Guaiana Francesa
La Guaiana Francesa (en francès Guyane française, i oficialment Guyane; en crioll guaianès Lagwiyann o Gwiyann) és una col·lectivitat d'ultramar francesa situada a la costa nord de l'Amèrica del Sud. És l'entitat política més petita del continent sud-americà (Surinam n'és l'estat independent més petit). Limita al nord amb l'oceà Atlàntic; a l'est i al sud, amb el Brasil; i a l'oest, amb Surinam (amb el qual es disputa una part de la frontera meridional). Es considera una regió ultraperifèrica de la Unió Europea.
El territori té 86 504 km² i 185 000 habitants (segons l'estimació del 2004), que viuen majoritàriament a la costa. La Guaiana és un país molt poc poblat, ocupat majoritàriament per una densa selva tropical. La capital n'és Caiena.

## Orografia
El país fa part del massís de les Guaianes, on destaca l'alçària del Tumuc-Humac (880 m) i el mont Bellevue d'Inini (850 m). També hi destaquen el Massif Tabulaire (830 m) al sud; les Montagnes Françaises (623 m), a l'oest; i les muntanyes Kaw. El país és cobert al 88% per boscos selvàtics, i només hi ha 1000 hectàrees aptes per al conreu, totes a la costa. Darrerament, però, s'ha adaptat bosc selvàtic per a plantacions experimentals.
Els principals rius en són l'Oyapock (amb els afluents Camopi i Yaroupi), Maroni (amb els afluents Maroniwir i Itany), Lawa, Mana, Approuague, Sinnamary i Amazones.

## Organització administrativa
La Guaiana és una col·lectivitat d'ultramar que té per prefectura Caiena. Té una assemblea de 51 membres, i envia dos diputats i dos senadors a l'Assemblea Nacional Francesa. El territori es divideix en dos districtes (arrondissements): Caiena i Saint-Laurent-du-Maroni, i 22 municipis.

## Població
La població del país ha crescut força darrerament, per una banda pel fort creixement vegetatiu i per l'altra per la immigració (el 2001 foren expulsats 15 000 residents de manera il·legal). Dels 73 000 habitants que hi havia el 1982 han passat a 90 500 el 1989, 115 000 el 1994, 149 000 el 1996 i 188 000 el 2002, malgrat la desocupació endèmica provocada per l'emigració del país de bona part del jovent. L'augment de població s'explica pels projectes espacials francesos que hi porten nous pobladors no solament de la metròpoli, sinó també d'altres colònies franceses com Martinica i Guadeloupe.
És un país multiètnic, la qual cosa en dificulta la cohesió nacional; segons dades del 1998 i del 2000, la població del territori es dividia ètnicament en diversos grups:

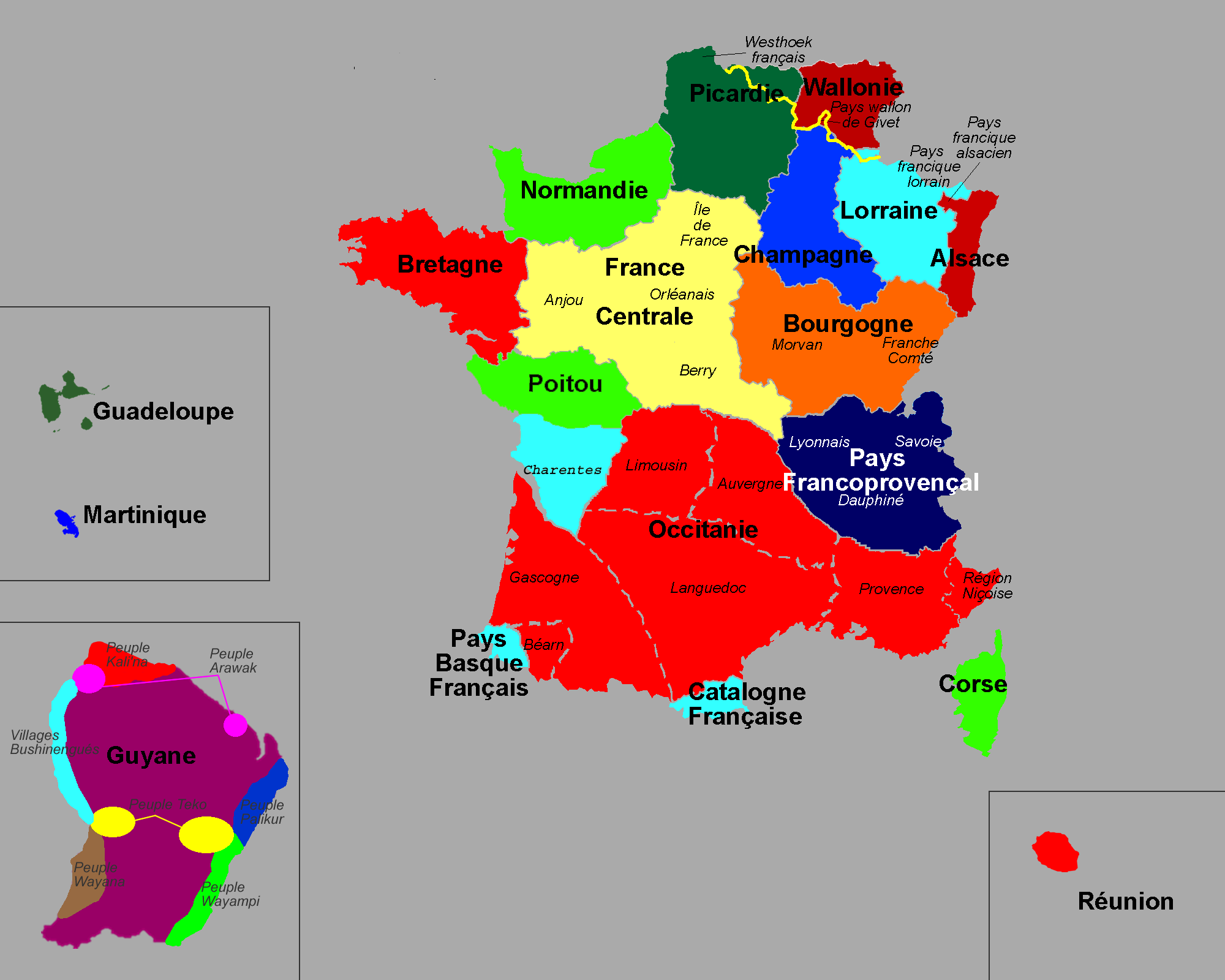
Regions culturals de França

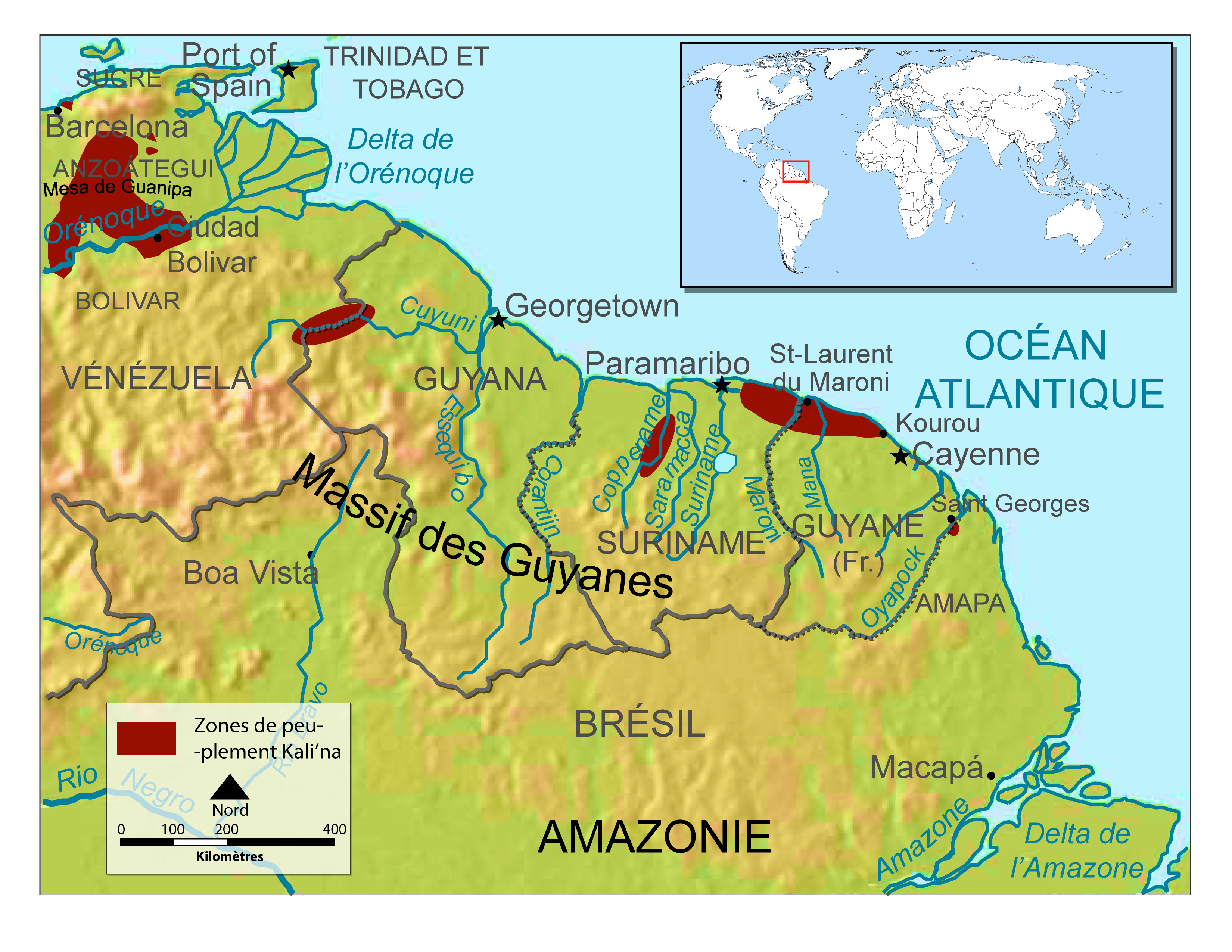
Territori dels kali'na

- Uns 50 000 habitants que són creoles de Guyane (criolls de Guaiana), negres o mestissos que viuen principalment a la costa i a Cayenne, i parlen un crioll de base lexical francesa semblant al de les Antilles.
- Uns 7000 habitants que són creoles d'altres colònies franceses (Reunió, Martinica i Guadalupe, principalment), la majoria a Cayenne i la costa. Parlen el crioll antillès, poc diferent del de Guaiana.
- Uns 30 000 habitants que són haitians establerts al territori; parlen el crioll haitià, i la majoria viuen als barris barraquers de Cayenne.
- Uns 23 000 habitants que són noirs de bois o negres bush. Els negres marrons són considerats "gent del riu", igual que els indis. Són descendents de diversos grups d'esclaus que fugiren a la selva i s'hi establiren. També anomenats bushinenge tongo ('gent del bosc'), parlen el seu propi crioll, el takitaki (mot depreciatiu), amb base lexical d'anglès i neerlandès, i la majoria desconeixen el francès; viuen de portar en canoa o piragua els turistes, i es divideixen en diverses tribus:
  - Els boni o aluku (5000 persones), que viuen al marge dret del Maroni, sobretot a Apatou, Papaïchton i Maripasoula,
  - Els ndjuka (entre 6000 i 10 000 persones), que viuen als marges del Maroni, particularment a Saint-Laurent-du-Maroni, Apatou i Grand-Santi, però també a Kourou i als voltants de Cayenne,
  - Els saramaka, que són uns 8000 (altres afirmen que només 500), i viuen a Saint-Laurent-du-Maroni i a Kourou, i altres més al sud, als marges del riu Tampoc (un afluent del Maroni) o a l'est, als marges de l'Oyapock (que delimita la frontera de la Guaiana Francesa i del Brasil).
- Uns 18 000, que són brasilers, principalment negres.
- Uns 18 000, que són europeus, principalment francesos, que viuen a Kourou i en barris de luxe de Cayenne.
- Uns 5000, que són surinamesos, i que parlen el seu propi crioll de base lexical neerlandesa, molts dels quals eren refugiats del país veí quan les coses anaven mal dades.
- Uns 7000, que són xinesos, la majoria dels quals a Cayenne, originaris de Hong Kong, Taiwan i Malàisia.
- Uns 2000, que són libanesos, refugiats a Cayenne.
- Uns 2000, que són hmong de Laos, també refugiats arribats el 1977.
- Uns 9000, que són amerindis (un 5% de la població), i que són dividits en sis grups:
  - Els arawaks (150-200 individus) i els les kali'na o galibi (entre 2000 i 4000 habitants), que viuen prop de les zones costaneres de l'oest (Awala-Yalimapo, Paddock-et-Fatima, Saint-Laurent-du-Maroni),
  - els palikur (entre 600 i 1000 individus), que habiten al sud de la Guiana a Macouria fins a la desembocadura del riu Oyapok, vora el Brasil,
  - els wayana (uns 900 individus), que viuen més al sud (Antécume-Pata, Elaé, Twenké),
  - els teko (uns 400 individus) i els wayampi (400-600 individus), que habiten el sud guainanès, sobre la línia est-oest entre Maripasoula i Camopi.

Pertanyen a les famílies lingüístiques arawak (els arawak i els palikour), caribe (els kalinha i els wayana) i tupi-guaraní (els emerillon i els wayampi). Tot i que les seves llengües tenen pocs parlants, la cultura ameríndia de Guaiana és força viva. La gran majoria viuen al sud del país, on —mercès a l'abundància de boscos equatorials— han pogut mantenir llurs tradicions amb prou feines influenciades per cultures al·lòctones.

## Història
La costa de La Guaiana va ser explorada per Cristòfor Colom al 1498. El 1503 va començar el primer assentament francès a la zona de Caiena. El 1604, la colònia de La Guaiana va prendre el nom de França Equatorial. La Guaiana serà una colònia francesa fins al 19 de març de 1946, en què va obtenir l'estatut dels departaments d'ultramar. També va albergar una notable colònia penal fins al 1951. El tancament de la presó es va obtenir després de la Primera Guerra Mundial, després de la publicació de 27 articles per Albert Londres i sota l'impuls de Gaston Monnerville. El 1938 s'hi envià el darrer comboi de "bagnards" (forçats), però no va ser fins al 1945 que l'Assemblea Constituent francesa va decidir repatriar els supervivents que ho desitjaven (molt pocs hi restaren). L'operació va durar vuit anys.
La colònia francesa ha experimentat un fort augment demogràfic a finals del segle xx amb immigració principalment provinent del Brasil, Surinam i Haití. Per posar fi al moviment social del 2017 a la Guaiana Francesa el govern de Bernard Cazeneuve va haver d'anunciar la disposició a invertir 3.000 milions d'euros en l'economia de la Guaiana Francesa, un dels departaments més pobres de França.
Actualment és coneguda sobretot per la Port Espacial Europeu de Kourou, des d'on es fan els llançaments de l'Agència Espacial Europea.

## Persones il·lustres
- Henri Salvador (Cayenne, 1917-París, 2008), cantant, compositor i guitarrista de jazz
- Léon Gontran Damas (Caiena, 1912-Washington DC, 1978), poeta i polític
- Christiane Taubira (Caiena, 1952), política
- Florent Malouda

## Partits polítics
- À gauche en Guyane (AGEG)
- Front Nacional d'Alliberament de la Guaiana (FNAG)
- Guaiana Ecologia-Els Verds (GÉLV)
- Moviment de Descolonització i d'Emancipació Social (MDES)
- Partit Socialista (PS)
- Partit Socialista Guaianès (PSG)
- Els Republicans (LR)
- Walwari